# Lineární grupa
Obecná lineární grupa je v matematice grupa {\displaystyle GL(V)} všech automorfizmů vektorového prostoru V. Lineární grupa je uzavřená podgrupa obecné lineární grupy.
Lineární grupa se dá reprezentovat jako maticová grupa (volbou souřadnic ve V). Příklady lineárních grup jsou klasické grupy speciálních lineárních matic {\displaystyle SL(V)}, ortogonálních matic ({\displaystyle O(V)} a symplektických matic {\displaystyle Sp(V)}.
Nad reálnými čísly jsou souvislé kompaktní lineární grupy pouze {\displaystyle SO(n),SU(n),(U)Sp(n)} a kompaktní formy výjimečných grup.